# Petr Konečný (advokát)
Petr Konečný (* 24. srpna 1967, Přílepy) je český advokát a insolvenční správce se specializací na trestní, obchodní, insolvenční, sportovní, autorské a IT právo. Působí také jako rozhodčí soudce. Byl řadu let předsedou fotbalového klubu SK Sigma Olomouc.

## Život a kariéra
Absolvoval Gymnázium Ladislava Jaroše (1985) v Holešově. Roku 1990 absolvoval Vysokou vojenskou technickou školu v Liptovském Mikuláši (nyní Akademie ozbrojených sil generála Milana Rastislava Štefánika),[zdroj?] a v roce 1995 Právnickou fakultu Masarykovy univerzity v Brně.
Od roku 1995 působí v advokacii. Roku 1998 založil vlastní advokátní kancelář. Od roku 2012 provozuje advokátní kancelář Advokátní kancelář Konečný s.r.o. v Olomouci. Od roku 1997 působil jako konkursní správce. Od roku 2000 je zapsán jako insolvenční správce. Od roku 2019 je ohlášeným společníkem insolvenčního správce Omega Insolvence v.o.s.

### Sportovní činnost
Od roku 1995 působí ve fotbalovém klubu SK Sigma Olomouc;  
Členem představenstva SK Sigma Olomouc, a.s. byl od 4. ledna 2001. Od 5. prosince 2012 do 4. června 2018 byl místopředsedou představenstva; od 5. června 2018 do 15.7.2025 byl předsedou představenstva. V březnu 2024 zástupci fanoušků Sigmy Olomouc kritizovali vlažné výkony mužstva a nejasnou finanční situaci klubu, a vinili za tento stav klubové vedení. Funkci v představenstvu ukončil po změně majitele klubu 15.7.2025. V představenstvu klubu působil nepřetržitě od 30.10.2001 více než 24 let, a to nejdéle ze všech členů představenstva v historii klubu, nejprve přes 11 let jako člen (2001–2012), poté více než 5 let jako místopředseda (2012–2018) a nakonec více než 7 let jako předseda (2018–2025). Pokud se započítá i období, kdy jako místopředseda zastupoval nezvoleného předsedu, činila celková doba v této funkci přibližně 10 let – nejdéle ze všech předsedů představenstva klubu do roku 2025. 
Od 20.června 2022 člen výboru spolku SK OLOMOUC SIGMA MŽ, z.s.

V letech 2003–2017 byl členem arbitrážní komise Fotbalové asociace ČR (předsedou v letech 2013–2017). Od roku 2018 do roku 2025 byl členem odvolací komise FAČR (od roku 2022 místopředsedou).

### Další veřejná činnost
Je členem rozkladové komise Ministerstva kultury ČR. Je členem škodní a likvidační komise Statutárního města Olomouc (do roku 2022 předseda). Byl členem Rady města Olomouce (2002–2006) a jeho zastupitelstva (1994–2006).